# Maurice Joly
Maurice Joly (Lons-le-Saunier, Francia; 22 de septiembre de 1829-15 de julio de 1878) fue un escritor satírico y abogado francés.
Su obra de ficción más conocida fue el Diálogo en el infierno entre Maquiavelo y Montesquieu, que satiriza y denuncia el gobierno de Napoleón III.

## Vida
La mayor parte de la información conocida sobre Monsieur Joly se basa en su esbozo autobiográfico, Maurice Joly, Son Passé, Son Programme, par Lui-même ,Maurice Joly, Son Passé, Son Programme, par Lui-même,  escrito en la prisión de Conciergerie en noviembre de 1870, donde fue encarcelado por una agresión en el Hôtel de Ville, París. Algunos hechos adicionales se mencionan en el libro de Henry Rollin, L'Apocalypse de notre temps,L'Apocalypse de notre temps, y en Maurice Joly, un suicidé de la démocratie - un prefacio a una publicación moderna de los Dialogue aux enfers entre Machiavel et Montesquieu, Épilogue [Diálogo en el infierno entre Maquiavelo y Montesquieu] y César - por el misterioso F. Leclercq.
Nació en Lons-le-Saunier de padre francés y madre italiana. En su juventud se fugó de varios colegios. Estudió leyes pero abandonó sus estudios en 1849 para ir a París, donde trabajó para el Ministerio del Estado del antiguo régimen de Francia durante diez años. Después de completar sus estudios de derecho, en 1859 fue admitido finalmente en el Colegio de Abogados de París.
En 1864 publica en Bruselas, de manera anónima, el Diálogo en el infierno entre Maquiavelo y Montesquieu, escrito que satiriza y denuncia el gobierno de Napoleón III. Este documento fue introducido en Francia de contrabando en varias partidas, pero como algunos de los contrabandistas eran miembros de la policía, ésta incautó con gran facilidad toda la edición y desenmascaró a su autor. Maurice Joly fue arrestado. Pasó un tiempo en la cárcel de Sainte-Pélagie por "incitación al odio y al menosprecio del Gobierno". Los defensores del Imperio lo atacaban, y para los republicanos, lejos de ser un mártir glorioso, constituía un estorbo.
Sale de prisión y funda un periódico, "Le Palais", en el cual también fracasa. Enfermo, en la miseria y lleno de amargura, fue hallado muerto el 14 de julio de 1878 en su piso del muelle (quai) Voltaire núm. 5 de París.
Los Protocolos de los sabios de Sion, obra antisemita fabricada por la policía zarista, es un plagio parcial del Diálogo en el infierno entre Maquiavelo y Montesquieu. Los Protocolos plagian las consideraciones de Joly sobre la naturaleza humana y las formas de manipular a las masas — por la atracción del dinero, de la libertad y del poder. La política que permite, en el libro de Joly, al Segundo Imperio controlar la sociedad francesa, se transforma en los Protocolos en una conspiración judía que quiere dominar todo el planeta.
Joly fue encontrado muerto el 15 de julio de 1878  en su apartamento de 5 Quai Voltaire en París.  La causa declarada de su muerte fue suicidio con arma de fuego. Las circunstancias hicieron que no se pudiera establecer la fecha exacta de su muerte.

## Publicaciones
- 1863: Le Barreau de Paris, études politiques et littéraires, Paris, Gosselin.
- 1864: [firmado: "Par un contemporain"], Dialogue aux enfers entre Machiavel et Montesquieu ou La politique au XIXe siècle, Bruxelles, A. Mertens et fils Versión electrónica en Gallica; posteriormente eds. Bruxelles 1868; Bruxelles 1868 (con el nombre del autor); Paris, Calmann-Lévy, "Liberté de l'esprit" 1948; con prefacio de Jean-François Revel 1968; París, Éditions Allia 1987.
- 1865: César, Paris, Martin-Beaupré frères, [1865].
- 1868: [signé : "Par un contemporain"], Recherches sur l'art de parvenir, Paris, Amyot.
- 1870: Maurice Joly, son passé, son programme, par lui-même, Paris, Lacroix, Verboeckhoven.
- 1872: Le Tiers Parti républicain, Paris, E. Dentu.
- 1876: Les Affamés, étude de mœurs contemporains, Paris, E. Dentu.